# Charles de Peyssonnel (avocat)
Pour les articles homonymes, voir Peyssonnel.
Charles de Peyssonnel, né à Marseille le 17 décembre 1700 et mort à Smyrne le 16 mai 1757, est un avocat.

## Biographie
Charles de Peyssonnel est le fils du médecin Charles Peyssonnel (1640-1720) qui, victime de son dévouement, mourut de la peste en 1720 à Marseille. Il est le frère du médecin et naturaliste Jean André Peyssonnel (1694-1759) et le père de l'écrivain et diplomate Claude-Charles de Peyssonnel (1727-1790).
Après des études de droit à Aix-en-Provence, il est avocat à Marseille. En 1726 il participe à la création de l'Académie de Marseille où il prononce en 1734 l'éloge funèbre du Maréchal duc de Villars. Le marquis de Villeneuve, ambassadeur de France à Constantinople, le prend comme secrétaire puis comme chancelier. Il fait probablement la connaissance du Comte de Caylus à qui il adresse une importante correspondance publiée par l'abbé Sevin en 1802.
Il découvre plusieurs médailles en or des rois du Bosphore et publie à cette occasion une Dissertation sur la suite des rois du Bosphore. Il passe toute sa carrière au Levant. Il effectue deux expéditions à l'intérieur de la Turquie en 1746 et 1750. Nommé consul à Smyrne en 1747, il y décèdera en 1757 d'une attaque d'apoplexie.

## Source biographique
- Académie de Marseille, Dictionnaire des marseillais, Édisud, Marseille, 2001, p. 265,  (ISBN 2-7449-0254-3)
- Abbé Dassy, L’académie de Marseille, ses origines, ses publications, ses archives, ses membres, Barlatier-Feissat éditeur, Marseille, 1877, p. 60-64